# Stiege (Harz)
Stiege este un cartier al orașului Oberharz am Brocken din landul Saxonia-Anhalt, Germania. Până în 2009 a fost o comună.